# Balaruc-les-Bains
Pour les articles homonymes, voir Balaruc.
Balaruc-les-Bains [ba.la.ʁyk le bɛ̃] est une commune française située dans le sud-est du département de l'Hérault en région Occitanie. Depuis le 1er janvier 2017, elle fait également partie de la communauté d'agglomération Sète Agglopôle Méditerranée.
Exposée à un climat méditerranéen, aucun cours d'eau permanent n'est répertorié sur la commune. La commune possède un patrimoine naturel remarquable : deux sites Natura 2000 (les « herbiers de l'étang de Thau » et l'« étang de Thau et lido de Sète à Agde ») et trois zones naturelles d'intérêt écologique, faunistique et floristique.
Balaruc-les-Bains est une commune urbaine et littorale qui compte 7 136 habitants en 2022, après avoir connu une forte hausse de la population depuis 1962. Elle est dans l'agglomération de Sète et fait partie de l'aire d'attraction de Montpellier.
Ses habitants sont appelés les Balarucois et Balarucoises.

## Géographie
Balaruc-les-Bains est construite sur les rives de l'étang de Thau. Elle fait partie des trois stations thermales de l'Hérault avec Avène et Lamalou-les-Bains.
C'est aussi la première station thermale de France, accueillant environ 52 000 curistes par année.

### Communes limitrophes

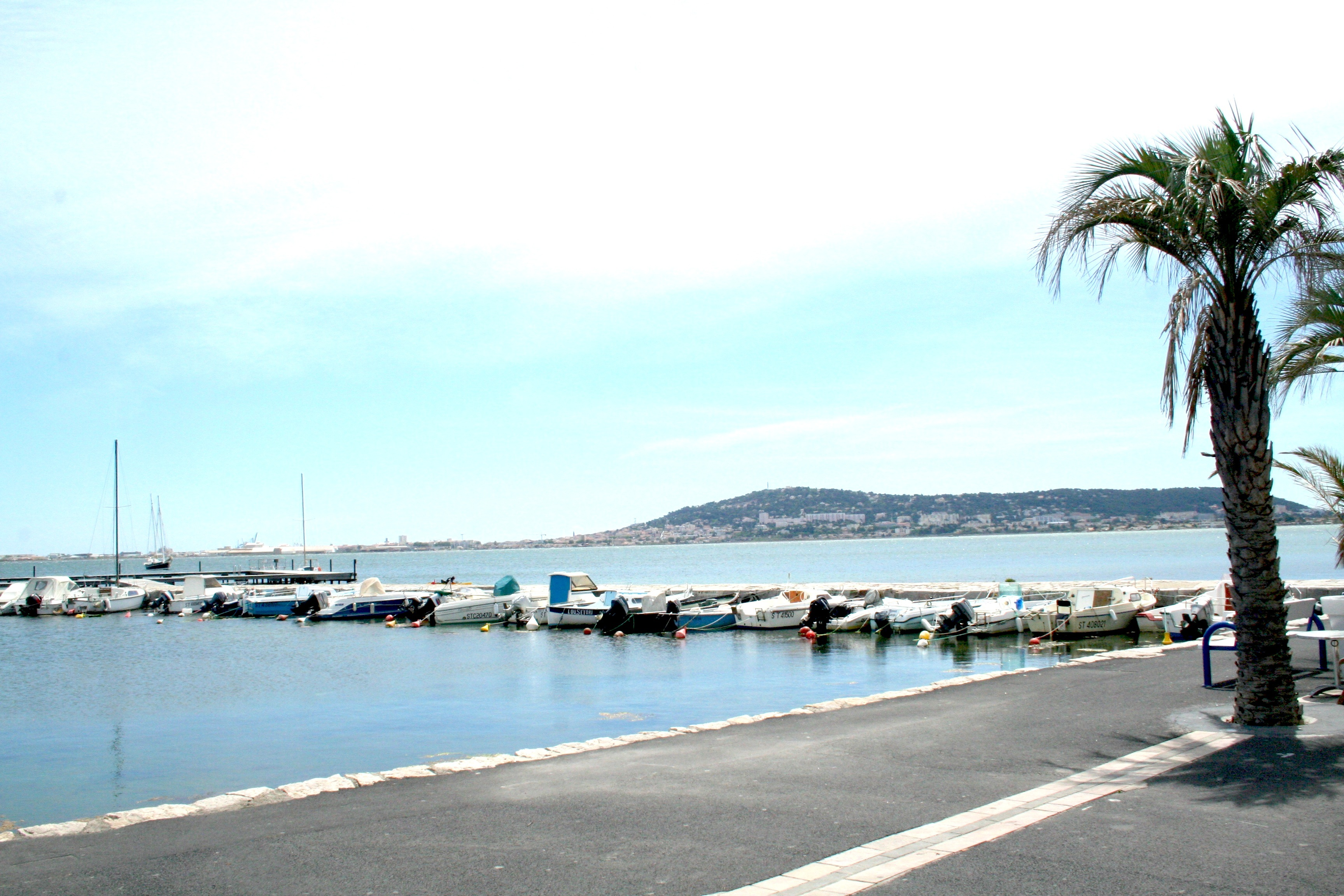
Étang de Thau et vue sur Sète.

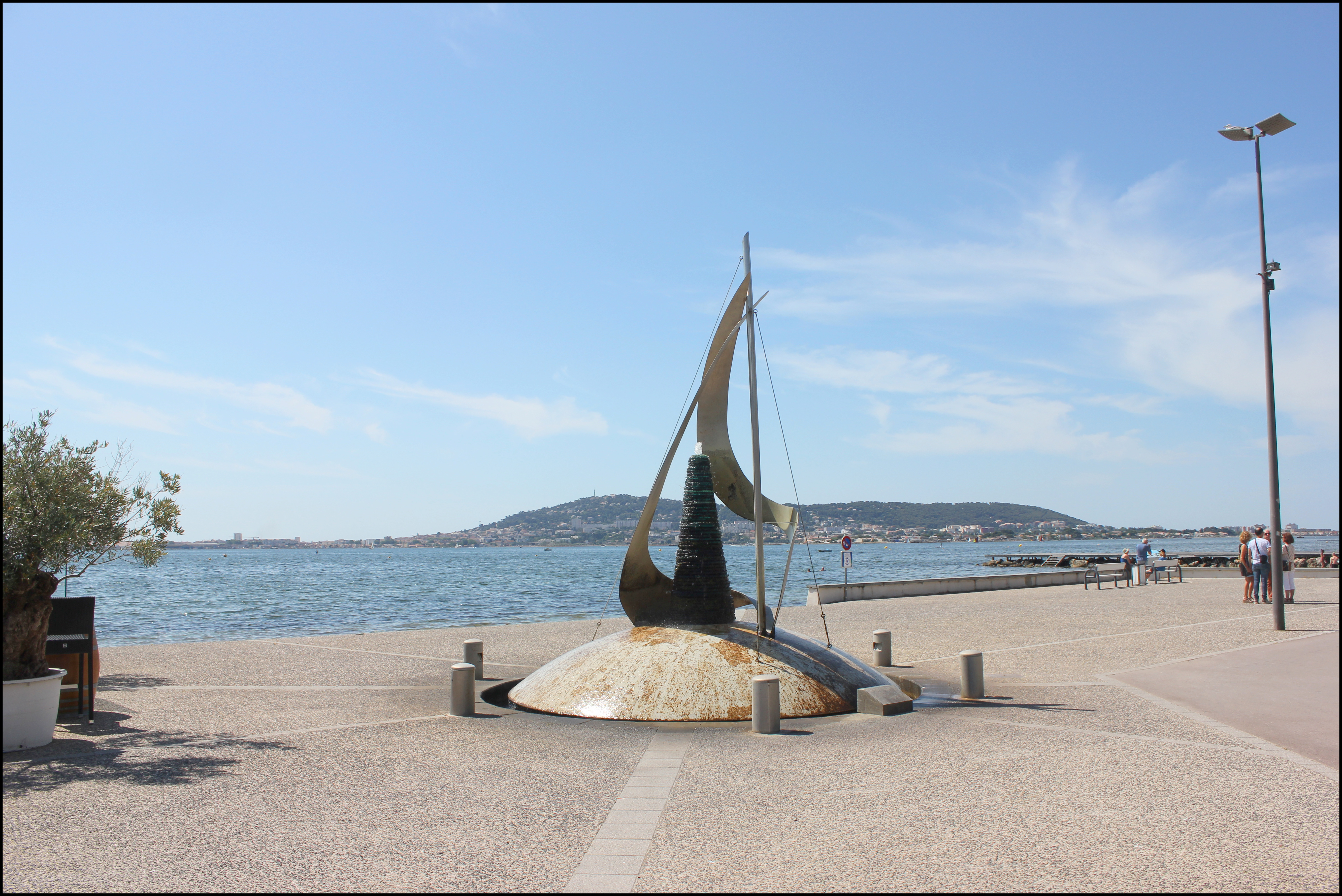
Vue sur l'étang de Thau et sur Sète depuis Balaruc-les-Bains.

|           | Balaruc-le-Vieux                     |            |
| Bouzigues | Balaruc-les-Bains                    | Frontignan |
|           | Étang de Thau Sète (point quadruple) |            |

### Climat
Pour des articles plus généraux, voir Climat de l'Occitanie et Climat de l'Hérault.
En 2010, le climat de la commune est de type climat méditerranéen franc, selon une étude s'appuyant sur une série de données couvrant la période 1971-2000. En 2020, Météo-France publie une typologie des climats de la France métropolitaine dans laquelle la commune est exposée à un climat méditerranéen et est dans la région climatique  Provence, Languedoc-Roussillon, caractérisée par une pluviométrie faible en été, un très bon ensoleillement (2 600 h/an), un été chaud (21,5 °C), un air très sec en été, sec en toutes saisons, des vents forts (fréquence de 40 à 50 % de vents > 5 m/s) et peu de brouillards.
Pour la période 1971-2000, la température annuelle moyenne est de 15 °C, avec une amplitude thermique annuelle de 16 °C. Le cumul annuel moyen de précipitations est de 628 mm, avec 5,6 jours de précipitations en janvier et 2,6 jours en juillet. Pour la période 1991-2020, la température moyenne annuelle observée sur la station météorologique la plus proche, située sur la commune de Sète à 4,35 km à vol d'oiseau, est de 0,0 °C et le cumul annuel moyen de précipitations est de 0,0 mm,. Pour l'avenir, les paramètres climatiques de la commune estimés pour 2050 selon différents scénarios d’émission de gaz à effet de serre sont consultables sur un site dédié publié par Météo-France en novembre 2022.

### Milieux naturels et biodiversité

#### Réseau Natura 2000

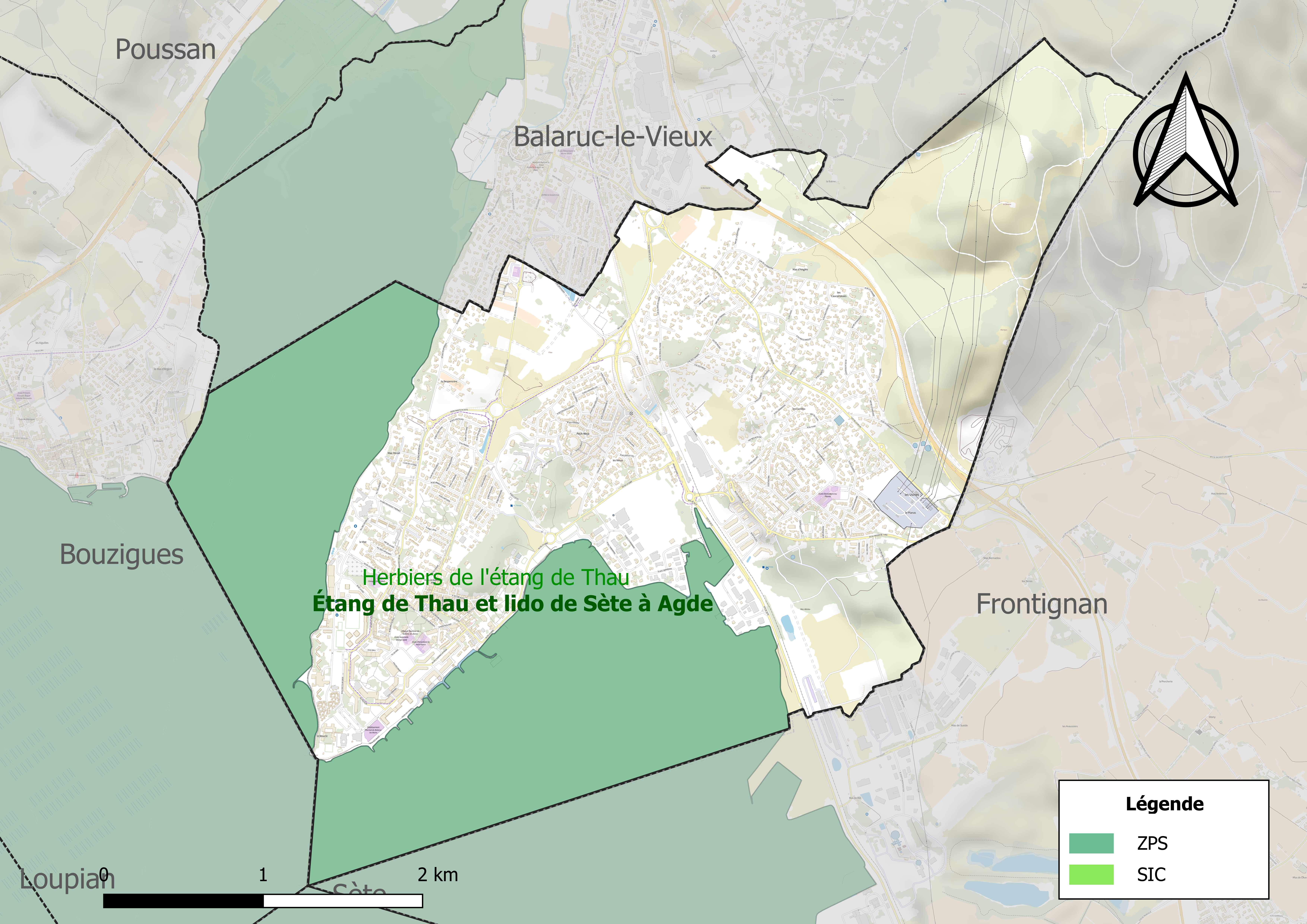
Site Natura 2000 sur le territoire communal.

Le réseau Natura 2000 est un réseau écologique européen de sites naturels d'intérêt écologique élaboré à partir des directives habitats et oiseaux, constitué de zones spéciales de conservation (ZSC) et de zones de protection spéciale (ZPS).
Un site Natura 2000 a été défini sur la commune au titre de la directive habitats : les « herbiers de l'étang de Thau ». Occupant une superficie de 8 320 ha, ce site abrite de très vastes herbiers de zostères (Zostera marina et Zostera noltii) en très bon état de conservation
Un autre site relève de la directive oiseaux : la ZPS de l'« étang de Thau et lido de Sète à Agde ». D'une superficie de 7 770 ha, ce site comprend l'étang de Thau (le plus grand des étangs languedociens avec 19,5 km en plus grande longueur) et une partie du cordon dunaire qui le sépare de la mer Méditerranée, le tout présentant une très grande diversité d'habitats (sansouire, prés humides, marais salants, boisements, étendue d'eau saumâtre, vasière, roselière, herbiers, et anciens salins). Les salins et les zones humides au nord de l'étang accueillent une riche variété d'oiseaux migrateurs et nicheurs. L'étang est un site classé d'importance internationale pour le flamant rose ; c'est également une zone d'hivernage pour le grèbe à cou noir, il abrite une colonie de sternes naines, et les lagunes et salins attirent la mouette mélanocéphale. Les steppes à salicornes y sont fréquentées par le pipit rousseline. Les buttes des tables salantes sont des lieux privilégiés pour la nidification des laro-limicoles (voir Charadriiformes).

#### Zones naturelles d'intérêt écologique, faunistique et floristique
L’inventaire des zones naturelles d'intérêt écologique, faunistique et floristique (ZNIEFF) a pour objectif de réaliser une couverture des zones les plus intéressantes sur le plan écologique, essentiellement dans la perspective d’améliorer la connaissance du patrimoine naturel national et de fournir aux différents décideurs un outil d’aide à la prise en compte de l’environnement dans l’aménagement du territoire.
Une ZNIEFF de type 1 est recensée sur la commune :
l'« étang de Thau » (6 790 ha), couvrant 8 communes du département et deux ZNIEFF de type 2, : 
- le « complexe paludo-laguno-dunaire de Bagnas et de Thau » (9 072 ha), couvrant 10 communes du département[13] ;
- la « montagne de la Gardiole » (5 289 ha), couvrant 10 communes du département[14].

Carte des ZNIEFF de type 1 et 2 à Balaruc-les-Bains.
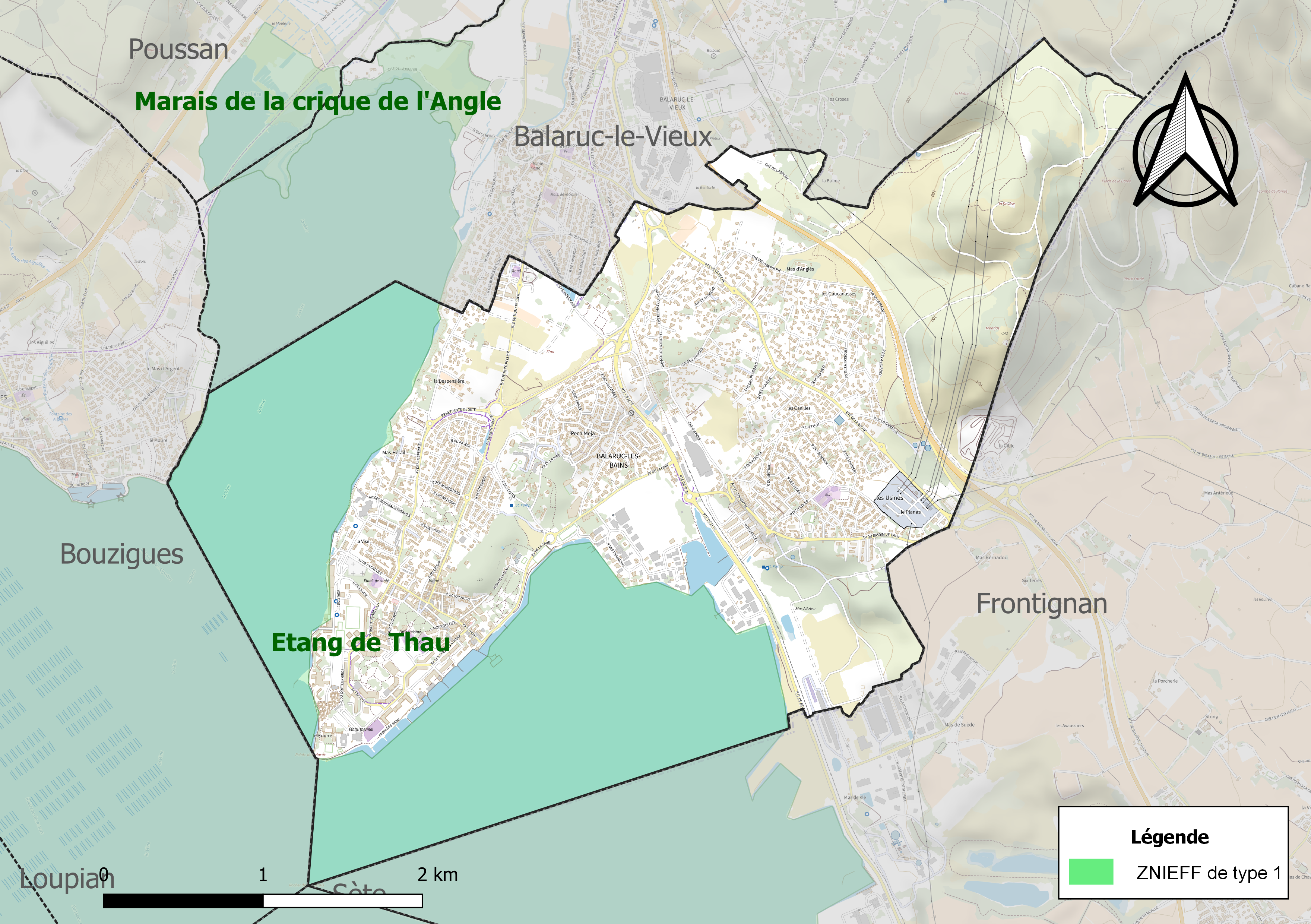
Carte de la ZNIEFF de type 1 sur la commune.
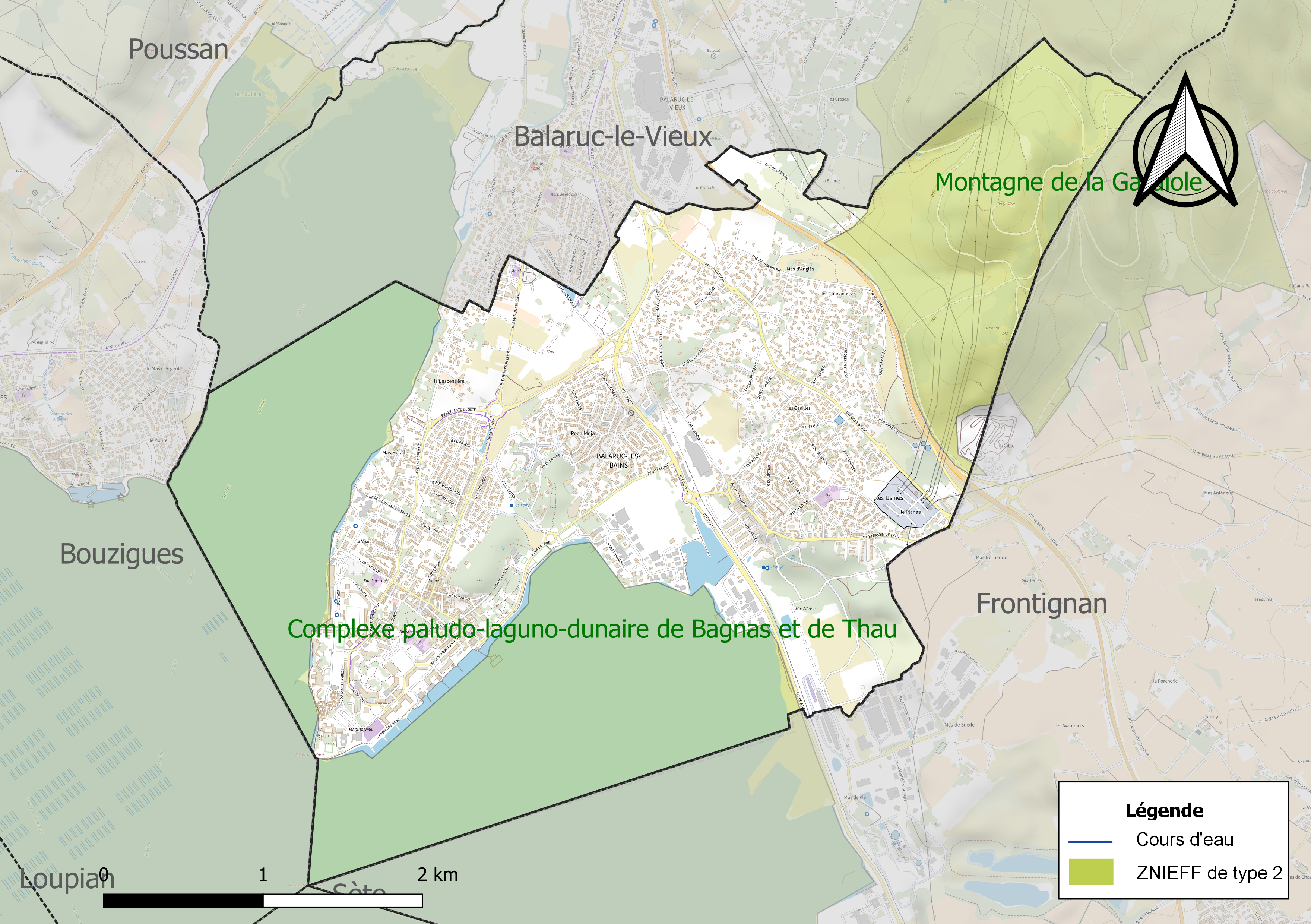
Carte des ZNIEFF de type 2 sur la commune.

## Urbanisme

### Typologie
Au 1er janvier 2024, Balaruc-les-Bains est catégorisée ceinture urbaine, selon la nouvelle grille communale de densité à sept niveaux définie par l'Insee en 2022.
Elle appartient à l'unité urbaine de Sète, une agglomération intra-départementale regroupant sept  communes, dont elle est une commune de la banlieue,,. Par ailleurs la commune fait partie de l'aire d'attraction de Montpellier, dont elle est une commune de la couronne,. Cette aire, qui regroupe 161 communes, est catégorisée dans les aires de 700 000 habitants ou plus (hors Paris),.
La commune, bordée par la mer Méditerranée, est également une commune littorale au sens de la loi du 3 janvier 1986, dite loi littoral. Des dispositions spécifiques d’urbanisme s’y appliquent dès lors afin de préserver les espaces naturels, les sites, les paysages et l’équilibre écologique du littoral, tel le principe d'inconstructibilité, en dehors des espaces urbanisés, sur la bande littorale des 100 mètres, ou plus si le plan local d’urbanisme le prévoit.

### Occupation des sols
L'occupation des sols de la commune, telle qu'elle ressort de la base de données européenne d’occupation biophysique des sols Corine Land Cover (CLC), est marquée par l'importance des territoires artificialisés (42,4 % en 2018), en augmentation par rapport à 1990 (36,2 %). La répartition détaillée en 2018 est la suivante : 
zones urbanisées (36,4 %), eaux maritimes (33 %), milieux à végétation arbustive et/ou herbacée (18,1 %), zones agricoles hétérogènes (6,3 %), zones industrielles ou commerciales et réseaux de communication (6 %), cultures permanentes (0,3 %). L'évolution de l’occupation des sols de la commune et de ses infrastructures peut être observée sur les différentes représentations cartographiques du territoire : la carte de Cassini (XVIIIe siècle), la carte d'état-major (1820-1866) et les cartes ou photos aériennes de l'IGN pour la période actuelle (1950 à aujourd'hui).

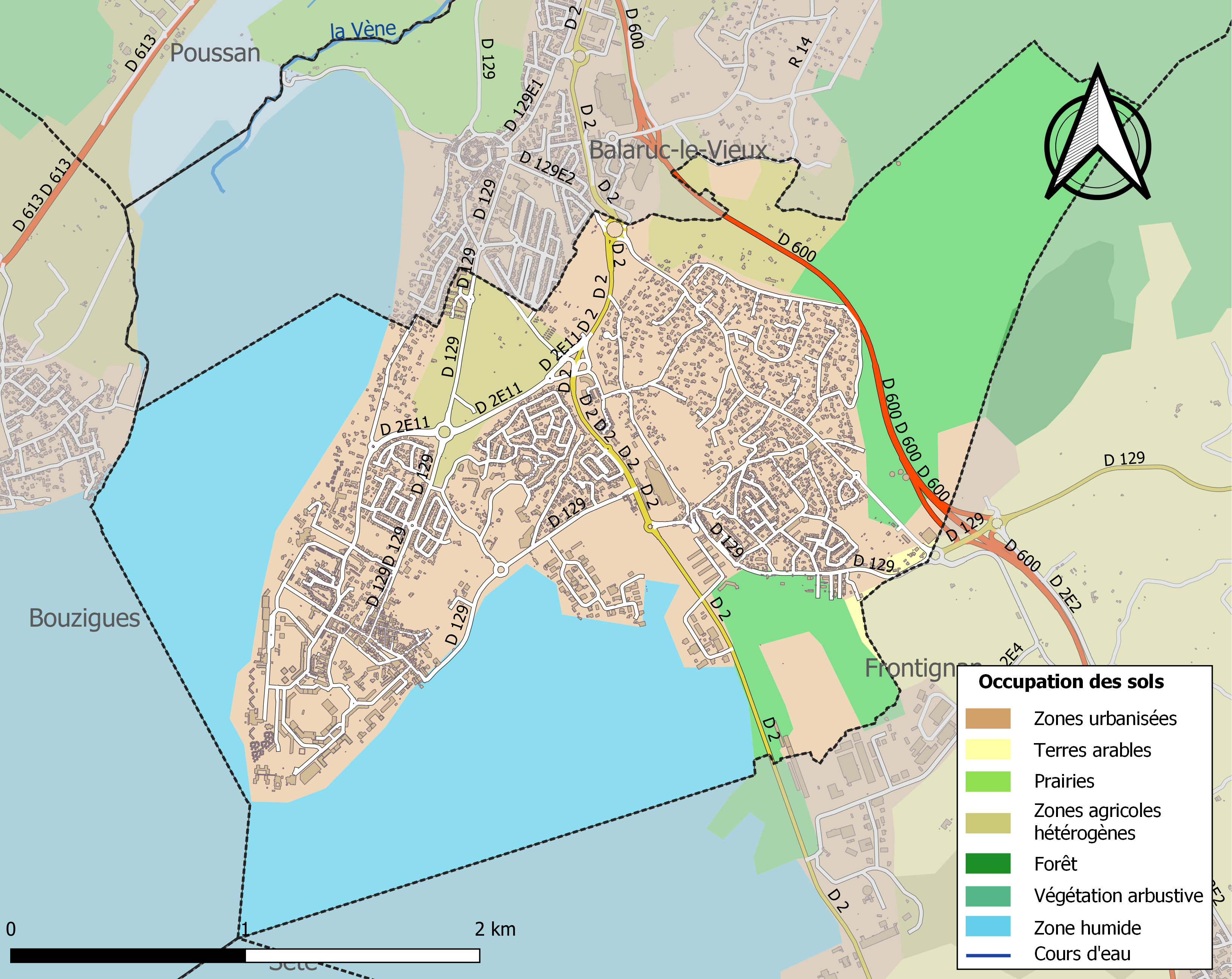
Carte des infrastructures et de l'occupation des sols de la commune en 2018 (CLC).

### Risques majeurs
Le territoire de la commune de Balaruc-les-Bains est vulnérable à différents aléas naturels : météorologiques (tempête, orage, neige, grand froid, canicule ou sécheresse), inondations, feux de forêts et séisme (sismicité faible). Il est également exposé à un risque technologique, le transport de matières dangereuses, et à un risque particulier : le risque de radon. Un site publié par le BRGM permet d'évaluer simplement et rapidement les risques d'un bien localisé soit par son adresse soit par le numéro de sa parcelle.

#### Risques naturels
La commune fait partie du territoire à risques importants d'inondation (TRI) de Sète, regroupant 8 communes exposées aux débordements de cours d’eau et à la submersion marine et par les étangs, un des 31 TRI qui ont été arrêtés fin 2012 sur le bassin Rhône-Méditerranée. Les événements significatifs antérieurs à 2019 sont les crues de 1937, de 1953 (Montbazin - La crue la plus importante de mémoire d’homme), de 1955, de 1963, de 1979, de 1987, la plus présente dans la mémoire collective, de 1997 (Balaruc-le-Vieux 80 cm à 1 m d’eau sur la route, Rue du camping au passage de l’Agau), de 2003 et d'automne 2014 (Plusieurs épisodes hydrométéorologiques notables se sont succédé sur l’arc méditerranéen causant des décès et des dégâts considérables). Des cartes des surfaces inondables ont été établies pour trois scénarios : fréquent (crue de temps de retour de 10 ans à 30 ans), moyen (temps de retour de 100 ans à 300 ans) et extrême (temps de retour de l'ordre de 1 000 ans, qui met en défaut tout système de protection). La commune a été reconnue en état de catastrophe naturelle au titre des dommages causés par les inondations et coulées de boue survenues en 1982, 1999, 2003, 2013, 2016, 2018, 2019 et 2020,.
Balaruc-les-Bains est exposée au risque de feu de forêt. Un plan départemental de protection des forêts contre les incendies (PDPFCI) a été approuvé en juin 2013 et court jusqu'en 2022, où il doit être renouvelé. Les mesures individuelles de prévention contre les incendies sont précisées par deux arrêtés préfectoraux et s’appliquent dans les zones exposées aux incendies de forêt et à moins de 200 mètres de celles-ci. L’arrêté du 25 avril 2002 réglemente l'emploi du feu en interdisant notamment d’apporter du feu, de fumer et de jeter des mégots de cigarette dans les espaces sensibles et sur les voies qui les traversent sous peine de sanctions. L'arrêté du 11 mars 2013 rend le débroussaillement obligatoire, incombant au propriétaire ou ayant droit,.

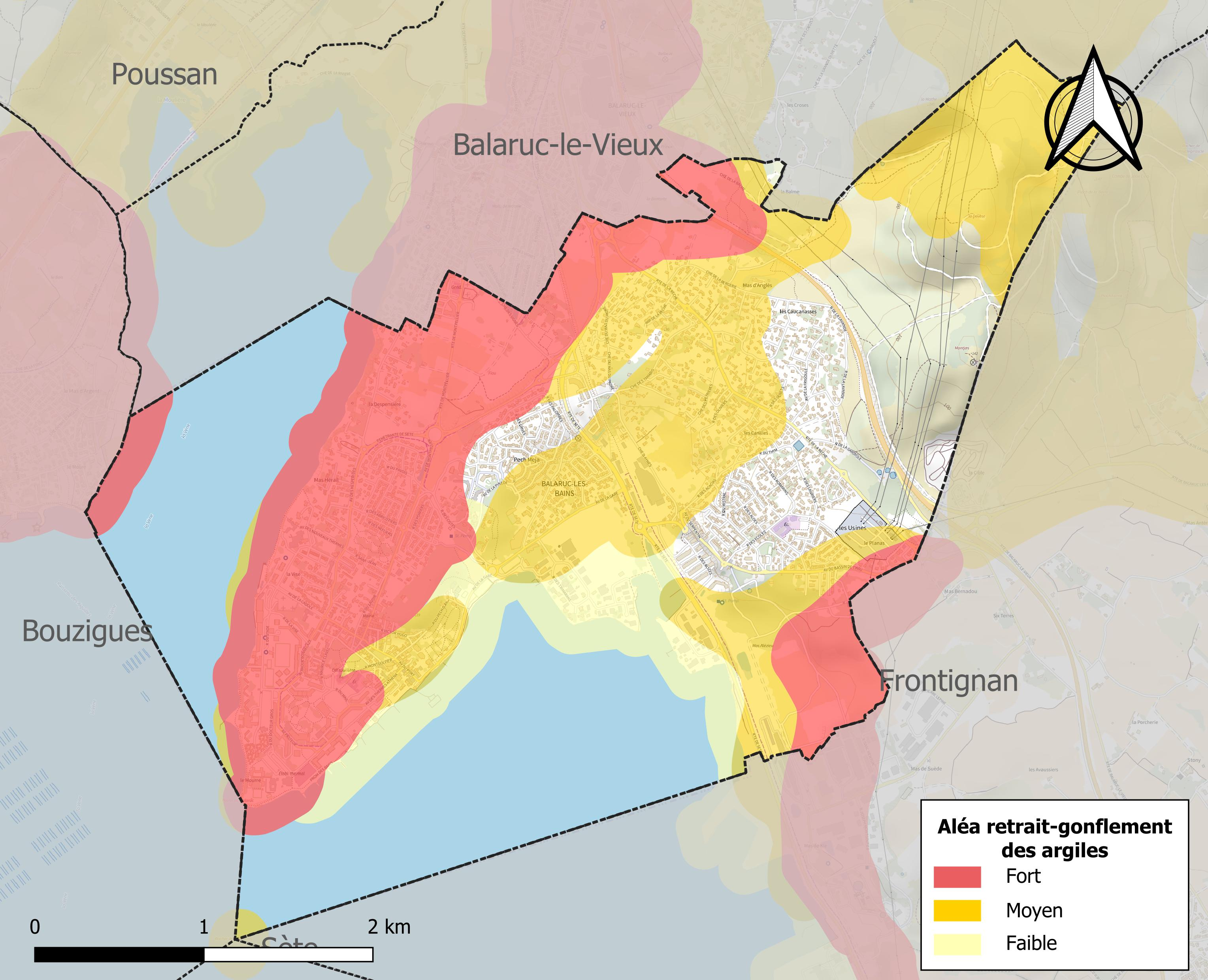
Carte des zones d'aléa retrait-gonflement des sols argileux de Balaruc-les-Bains.

Le retrait-gonflement des sols argileux est susceptible d'engendrer des dommages importants aux bâtiments en cas d’alternance de périodes de sécheresse et de pluie. 53 % de la superficie communale est en aléa moyen ou fort (59,3 % au niveau départemental et 48,5 % au niveau national). Sur les 2 412 bâtiments dénombrés sur la commune en 2019, 1 673 sont en aléa moyen ou fort, soit 69 %, à comparer aux 85 % au niveau départemental et 54 % au niveau national. Une cartographie de l'exposition du territoire national au retrait gonflement des sols argileux est disponible sur le site du BRGM,.
Par ailleurs, afin de mieux appréhender le risque d’affaissement de terrain, l'inventaire national des cavités souterraines permet de localiser celles situées sur la commune.

#### Risques technologiques
Le risque de transport de matières dangereuses sur la commune est lié à sa traversée par des infrastructures routières ou ferroviaires importantes ou la présence d'une canalisation de transport d'hydrocarbures. Un accident se produisant sur de telles infrastructures est susceptible d’avoir des effets graves sur les biens, les personnes ou l'environnement, selon la nature du matériau transporté. Des dispositions d’urbanisme peuvent être préconisées en conséquence.
Parmi les risques Installations industrielles classées (ICPE), à proximité, sur le territoire de Frontignan se trouve une entreprise(s) SEVESO seuil haut. Et d'anciennes industries (notamment Cédest engrais) ont laissé des sols particulièrement pollués sur deux zones étendues près du port de plaisance.

#### Risque particulier
Dans plusieurs parties du territoire national, le radon, accumulé dans certains logements ou autres locaux, peut constituer une source significative d’exposition de la population aux rayonnements ionisants. Certaines communes du département sont concernées par le risque radon à un niveau plus ou moins élevé. Selon la classification de 2018, la commune de Balaruc-les-Bains est classée en zone 2, à savoir zone à potentiel radon faible mais sur lesquelles des facteurs géologiques particuliers peuvent faciliter le transfert du radon vers les bâtiments.

## Toponymie
Le nom antique de Balaruc-les-Bains était Maimona (Mannona, Mannonam), ce nom apparaît dans le cartulaire de Maguelone en 1130. On retrouve ce nom inscrit sur un bloc de pierre. En 1187, apparaissent les mentions Apud Aix, Ecclesiam de Aquis, Sancta Maria de Aquis, apud Aixs en 1226, de Aquis en 1228 où des vestiges d'un établissement thermal ont été mis au jour en 1863 et 1865.
Le nom de la localité est attesté sous les formes alode de Balarug en 961 (dans une copie du XVIIe siècle); Ballaruc en 1083; castrum de Baladuco dans une charte de 1120; Balazuc en 1129 et en 1130; Bazaluch en 1130; Baladuc en 1140 et dans une charte de 1182; Balazuc en 1145; de Balazuco en 1169; castelli Bazaluci en 1170; Bazaluco en 1226, Balaruc en 1238.
En 1962, Charles Camproux donne une origine gauloise au nom Balaruc dont une des formes anciennes serait Baladunum dans une charte de 1099; bal évoque un escarpement et dunum la notion de forteresse.
 
Dans son Dictionnaire des noms de lieux de l'Hérault, F. Hamlin est plus prudent mais, lui aussi, propose une origine prélatine. Balaruc serait donc un oppidum gaulois.
Pour Ernest Nègre, le toponyme, dériverait probablement du latin Vada Luci (« gués du bois »). *Vazaluc, Bazaluc serait la forme primitive, passée à Balazuc par interversion de z et l.
Los Banhs de Balaruc [lus bans de ba.la.'ryk] en occitan.
Le 11 décembre 1886, Balaruc est scindé en deux communes; Balaruc-le-Vieux et Balaruc-les-Bains étaient nées. (B.L. 1887, XXXIII-1263).

## Histoire
Les eaux de Balaruc étaient connues dans l'Antiquité. À cette époque, Balaruc-le-Vieux était le lieu de l'agriculture et Balaruc-les-Bains était déjà consacré au thermalisme. Le nom antique de Balaruc-les-Bains était Maimona (Mannona, Mannonam). Ce nom apparaît dans le cartulaire de Maguelone en 1130. On retrouve ce nom sur un document photographique d'une inscription sur un bloc de pierre. En 1187, apparaissent les mentions Apud Aix, Ecclesiam de Aquis, S Maria de Aquis. Les fouilles ont révélé la cité antique qui couvrait une dizaine d'hectares. On a découvert le sanctuaire de Neptune (près du groupe scolaire, 1985), la Domus du Vendémiaire (1990), les thermes antiques sous le square Docteur Bordes (1991-1994), la nécropole du Pech-Méjan (1980), le temple de Mars (avenue des Thermes), avec un autel votif «Marti suo / L(ucius) I(uilius) Maten/us Libe(ns)» et de nombreux ex-voto. Un aqueduc de 5 km amenait les eaux d'Issanka jusqu'à la cité. Trois sites archéologiques sur la commune sont enregistrés à l'INPN : l'hôtel des Pins (rue Montgolfier), Négafols, et le n° 12 de la rue du Port.
Sous l'Ancien Régime, Balaruc-les-Bains n'était qu'une paroisse (Notre-Dame d'Aix) formant une seule communauté avec Balaruc.

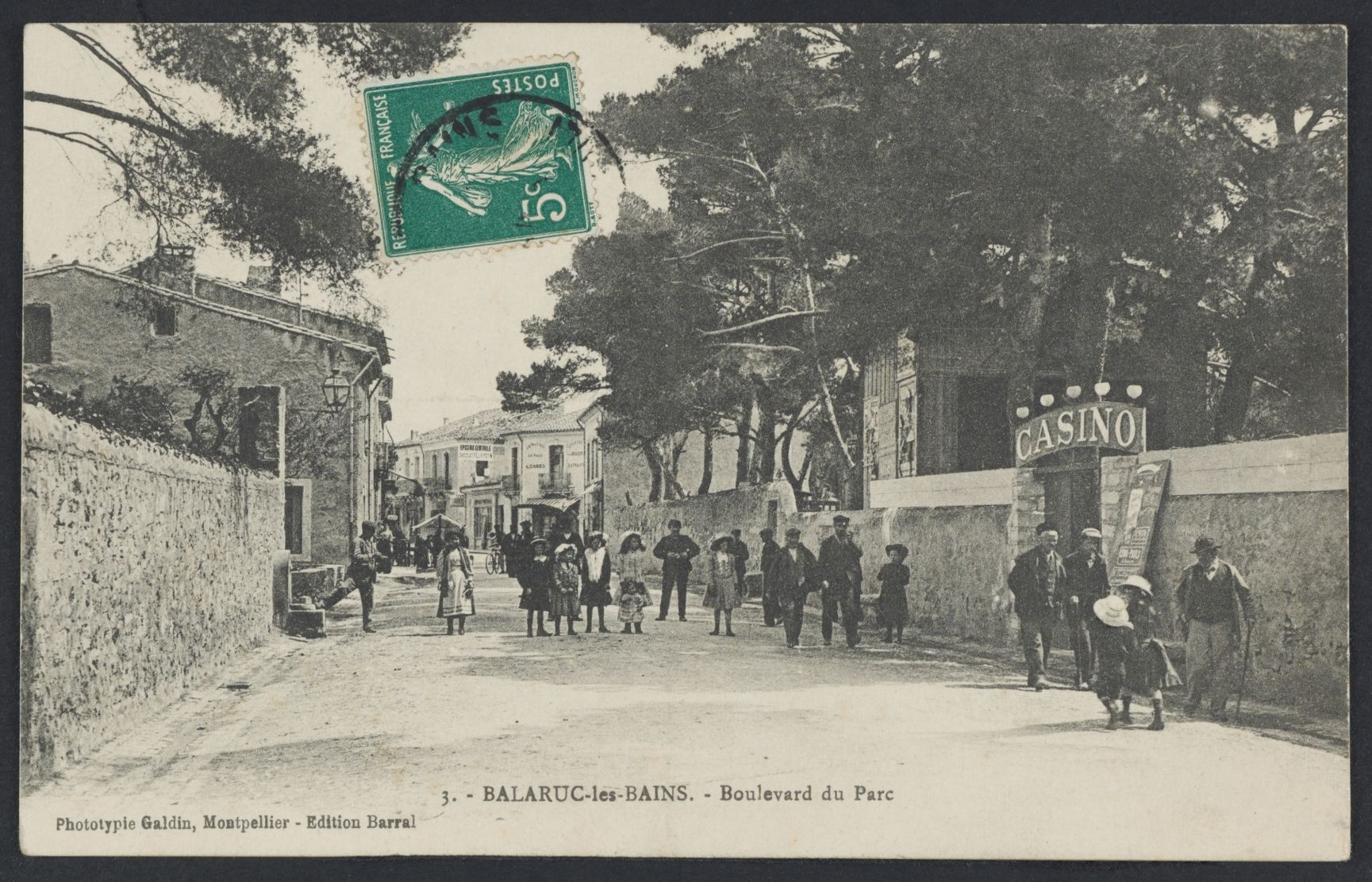
Balaruc-les-Bains. - Boulevard du Parc, 1re moitié du XXe siècle.

Les citoyens de la commune se réunissent au sein de la société révolutionnaire, baptisée « société populaire » et créée en l’an II.
Le 11 décembre 1886, la commune de Balaruc-les-Bains est divisée en deux communes distinctes : Balaruc-le-Vieux et Balaruc-les-Bains,.

## Politique et administration

### Tendances politiques et résultats

#### Récapitulatif de résultats électoraux récents
| Scrutin              | 1er tour | 1er tour | 1er tour | 1er tour | 1er tour | 1er tour | 1er tour               | 1er tour               | 1er tour               | 1er tour               | 1er tour               | 1er tour               |                    | 2d tour            | 2d tour            | 2d tour            | 2d tour            | 2d tour            | 2d tour            | 2d tour            | 2d tour            | 2d tour |
| Scrutin              | 1er      | 1er      | %        | 2e       | 2e       | %        | 3e                     | 3e                     | %                      | 4e                     | 4e                     | %                      | 1er                | 1er                | %                  | 2e                 | 2e                 | %                  | 3e                 | 3e                 | %                  |         |
| Départementales 2015 |          | FN       | 39,13    |          | PS       | 25,34    |                        | UDI/UMP                | 20,58                  |                        | PCF                    | 14,95                  |                    | PS                 | 50,40              |                    | FN                 | 49,60              | Pas de 3e          | Pas de 3e          | Pas de 3e          |         |
| Régionales 2015      |          | FN       | 43,92    |          | LR       | 14,27    |                        | PS                     | 14,04                  |                        | EELV                   | 10,54                  |                    | FN                 | 47,61              |                    | PS                 | 34,69              |                    | LR                 | 17,70              |         |
| Présidentielles 2017 |          | FN       | 33,45    |          | LFI      | 20,17    |                        | LR                     | 19,10                  |                        | EM                     | 15,92                  |                    | FN                 | 53,40              |                    | EM                 | 46,60              | Pas de 3e          | Pas de 3e          | Pas de 3e          |         |
| Législatives 2017    |          | LREM     | 27,36    |          | FN       | 27,04    |                        | LFI                    | 13,33                  |                        | LR                     | 11,83                  |                    | LREM               | 53,06              |                    | FN                 | 46,94              | Pas de 3e          | Pas de 3e          | Pas de 3e          |         |
| Européennes 2019     |          | RN       | 37,86    |          | LREM     | 17,28    |                        | EELV                   | 9,70                   |                        | LFI                    | 6,62                   | Tour unique        | Tour unique        | Tour unique        | Tour unique        | Tour unique        | Tour unique        | Tour unique        | Tour unique        | Tour unique        |         |
| Municipales 2020     |          | DVG      | 69,01    |          | DVD      | 30,98    | Pas d'autres candidats | Pas d'autres candidats | Pas d'autres candidats | Pas d'autres candidats | Pas d'autres candidats | Pas d'autres candidats | Pas de second tour | Pas de second tour | Pas de second tour | Pas de second tour | Pas de second tour | Pas de second tour | Pas de second tour | Pas de second tour | Pas de second tour |         |
| Régionales 2021      |          | PS       | 37,98    |          | RN       | 34,06    |                        | LR                     | 8,65                   |                        | DVC                    | 7,48                   |                    | PS                 | 51,69              |                    | RN                 | 35,54              |                    | LR                 | 12,77              |         |
| Départementales 2021 |          | PS       | 41,71    |          | RN       | 39,15    |                        | LR/LMR                 | 13,44                  |                        | DVC                    | 5,71                   |                    | PS                 | 56,18              |                    | RN                 | 43,82              | Pas de 3e          | Pas de 3e          | Pas de 3e          |         |
| Présidentielle 2022  |          | RN       | 33,70    |          | RE       | 21,28    |                        | LFI                    | 14,83                  |                        | REC                    | 12,85                  |                    | RN                 | 59,02              |                    | RE                 | 40,98              | Pas de 3e          | Pas de 3e          | Pas de 3e          |         |
| Législatives 2022    |          | RN       | 35,10    |          | RE       | 23,82    |                        | LFI-NUPES              | 19,36                  |                        | REC                    | 6,43                   |                    | RN                 | 64,92              |                    | LFI-NUPES          | 35,08              | Pas de 3e          | Pas de 3e          | Pas de 3e          |         |
| Européennes 2024     |          | RN       | 47,83    |          | ENS      | 10,85    |                        | PS                     | 10,24                  |                        | REC                    | 7,42                   | Tour unique        | Tour unique        | Tour unique        | Tour unique        | Tour unique        | Tour unique        | Tour unique        | Tour unique        | Tour unique        |         |
| Législatives 2024    |          | RN       | 55,89    |          | LFI-NFP  | 19,44    |                        | ENS                    | 16,09                  |                        | DVD                    | 5,58                   |                    | RN                 | 66,79              |                    | LFI-NFP            | 33,21              | Pas de 3e          | Pas de 3e          | Pas de 3e          |         |

### Liste des maires
| Période           | Période                       | Identité             | Étiquette | Qualité                                                                       |
| ----------------- | ----------------------------- | -------------------- | --------- | ----------------------------------------------------------------------------- |
| 21 septembre 1944 | mai 1945                      | Pierre Pesce         | SFIO      | Nommé président de la délégation à titre provisoire par décision préfectorale |
| 6 mai 1945        | 4 novembre 1947               | Pierre Pesce         | SFIO      |                                                                               |
| 1947              | 1950                          | François Mounet      | SE        |                                                                               |
| 1950              | mars 1965                     | Augustin Lauze       | DVD       |                                                                               |
| 1965              | 1965                          | Casimir Billière     |           | Pour quelques heures                                                          |
| juin 1965         | juin 1965                     | Délégation spéciale  |           | À la suite de la démission du conseil municipal du 14 mai 1965                |
| Juillet 1965      | décembre 1969                 | Raoul Bonnecaze      | PCF       |                                                                               |
| janvier 1970      | septembre 1978                | Maurice Burguière    | PCF       |                                                                               |
| septembre 1978    | mars 2001                     | Jean-Claude Combalat | PCF       |                                                                               |
| mars 2001         | mars 2002                     | Didier Chapellet     | UMP       | Médecin                                                                       |
| mars 2002         | mars 2008                     | Didier Sauvaire      | UMP       |                                                                               |
| mars 2008         | En cours (au 26 octobre 2024) | Gérard Canovas,      | DVG       | Retraité de la fonction publique et gestionnaire de biens immobiliers,        |

## Démographie

### Évolution de la population jusqu'en 1886
De 1836 à 1886, les recensements de population comptabilisent la population des 2 sections qui constituent la commune de Balaruc-les-Bains : Balaruc-le-Vieux et Balaruc-les-Bains.
Le recensement de 1856 distingue explicitement la section de Balaruc-les-Bains de celle de Balaruc-le-Vieux avec 376 habitants pour la première contre 285 pour la seconde.
| 1836 | 1841 | 1851 | 1856 | 1861 |
| ---- | ---- | ---- | ---- | ---- |
| 623  | 595  | 584  | 661  | 690  |

| 1866 | 1872 | 1876 | 1881 | 1886  |
| ---- | ---- | ---- | ---- | ----- |
| 745  | 782  | 890  | 992  | 1 287 |

### Évolution de la population depuis 1886
Au dernier recensement, la commune comptait 7136 habitants.
| 1891 | 1896  | 1901  | 1906  | 1911  | 1921  | 1926  | 1931  | 1936  |
| ---- | ----- | ----- | ----- | ----- | ----- | ----- | ----- | ----- |
| 620  | 1 008 | 1 418 | 1 497 | 1 625 | 1 717 | 1 718 | 2 028 | 1 601 |

| 1946  | 1962  | 1968  | 1975  | 1982  | 1990  | 1999  | 2005  | 2006  |
| ----- | ----- | ----- | ----- | ----- | ----- | ----- | ----- | ----- |
| 1 627 | 1 822 | 1 830 | 2 957 | 4 369 | 5 013 | 5 688 | 6 180 | 6 232 |

| 2010  | 2015  | 2020  | 2022  | - | - | - | - | - |
| ----- | ----- | ----- | ----- | - | - | - | - | - |
| 6 868 | 6 851 | 7 115 | 7 136 | - | - | - | - | - |

#### Pyramide des âges
La population de la commune est relativement âgée.
En 2021, le taux de personnes d'un âge supérieur à 60 ans s'élève à 38,5 %, soit au-dessus de la moyenne départementale (28,2 %). À l'inverse, le taux de personnes d'âge inférieur à 30 ans est de 25,8 %, alors qu'il est de 35 % au niveau départemental.
En 2021, la commune comptait 3 264 hommes pour 3 809 femmes, soit un taux de 53,85 % de femmes, légèrement supérieur au taux départemental (52,26 %).
Les pyramides des âges de la commune et du département s'établissent comme suit.
| Hommes | Classe d’âge | Femmes |
| ------ | ------------ | ------ |
| 0,8    | 90 ou +      | 1,9    |
| 13,0   | 75-89 ans    | 14,3   |
| 22,3   | 60-74 ans    | 24,3   |
| 22,5   | 45-59 ans    | 21,1   |
| 13,7   | 30-44 ans    | 14,3   |
| 13,6   | 15-29 ans    | 11,6   |
| 14,1   | 0-14 ans     | 12,6   |

| Hommes | Classe d’âge | Femmes |
| ------ | ------------ | ------ |
| 0,8    | 90 ou +      | 1,9    |
| 8      | 75-89 ans    | 9,9    |
| 17,2   | 60-74 ans    | 18,3   |
| 18,9   | 45-59 ans    | 18,8   |
| 18,3   | 30-44 ans    | 17,8   |
| 19,3   | 15-29 ans    | 17,9   |
| 17,5   | 0-14 ans     | 15,3   |

## Économie

### Revenus
En 2018  (données Insee publiées en septembre 2021), la commune compte 3 368 ménages fiscaux, regroupant 6 992 personnes. La médiane du revenu disponible par unité de consommation est de 21 880 € (20 330 € dans le département). 49 % des ménages fiscaux sont imposés (45,8 % dans le département).

### Emploi
|                | 2008   | 2013   | 2018   |
| -------------- | ------ | ------ | ------ |
| Commune        | 9,5 %  | 11,4 % | 10,1 % |
| Département    | 10,1 % | 11,9 % | 12 %   |
| France entière | 8,3 %  | 10 %   | 10 %   |

En 2018, la population âgée de 15 à 64 ans s'élève à 3 737 personnes, parmi lesquelles on compte 74,1 % d'actifs (64 % ayant un emploi et 10,1 % de chômeurs) et 25,9 % d'inactifs,. Depuis 2008, le taux de chômage communal (au sens du recensement) des 15-64 ans est inférieur à celui du département, mais supérieur à celui de la France.
La commune fait partie de la couronne de l'aire d'attraction de Montpellier, du fait qu'au moins 15 % des actifs travaillent dans le pôle,. Elle compte 2 137 emplois en 2018, contre 2 238 en 2013 et 2 079 en 2008. Le nombre d'actifs ayant un emploi résidant dans la commune est de 2 442, soit un indicateur de concentration d'emploi de 87,5 % et un taux d'activité parmi les 15 ans ou plus de 47,4 %.
Sur ces 2 442 actifs de 15 ans ou plus ayant un emploi, 850 travaillent dans la commune, soit 35 % des habitants. Pour se rendre au travail, 81,6 % des habitants utilisent un véhicule personnel ou de fonction à quatre roues, 2,5 % les transports en commun, 12 % s'y rendent en deux-roues, à vélo ou à pied et 3,9 % n'ont pas besoin de transport (travail au domicile).

### Activités

#### Secteurs d'activités
818 établissements sont implantés  à Balaruc-les-Bains au 31 décembre 2019. Le tableau ci-dessous en détaille le nombre par secteur d'activité et compare les ratios avec ceux du département,.
| Secteur d'activité                                                                                        | Commune | Commune | Département |
| Secteur d'activité                                                                                        | Nombre  | %       | %           |
| --- | ------- | ------- | ----------- |
| Ensemble                                                                                                  | 818     | 100 %   | (100 %)     |
| Industrie manufacturière, industries extractives et autres                                                | 37      | 4,5 %   | (6,7 %)     |
| Construction                                                                                              | 133     | 16,3 %  | (14,1 %)    |
| Commerce de gros et de détail, transports, hébergement et restauration                                    | 277     | 33,9 %  | (28 %)      |
| Information et communication                                                                              | 11      | 1,3 %   | (3,3 %)     |
| Activités financières et d'assurance                                                                      | 29      | 3,5 %   | (3,2 %)     |
| Activités immobilières                                                                                    | 62      | 7,6 %   | (5,3 %)     |
| Activités spécialisées, scientifiques et techniques et activités de services administratifs et de soutien | 73      | 8,9 %   | (17,1 %)    |
| Administration publique, enseignement, santé humaine et action sociale                                    | 131     | 16 %    | (14,2 %)    |
| Autres activités de services                                                                              | 65      | 7,9 %   | (8,1 %)     |

Le secteur du commerce de gros et de détail, des transports, de l'hébergement et de la restauration est prépondérant sur la commune puisqu'il représente 33,9 % du nombre total d'établissements de la commune (277 sur les 818 entreprises implantées  à Balaruc-les-Bains), contre 28 % au niveau départemental.

#### Entreprises et commerces
Les cinq entreprises ayant leur siège social sur le territoire communal qui génèrent le plus de chiffre d'affaires en 2020 sont : 
- Blanc SAS, commerce de gros (commerce interentreprises) de vaisselle, verrerie et produits d'entretien (11 013 k€)
- Groupe President Electronics - Gpe, commerce de gros (commerce interentreprises) de composants et d'équipements électroniques et de télécommunication (9 563 k€)
- Caconio, supermarchés (7 151 k€)
- Casino De Balaruc, organisation de jeux de hasard et d'argent (3 623 k€)
- Societe Hoteliere De La Pinede, hôtels et hébergement similaire (1 370 k€)

L'activité économique repose en grande partie sur le thermalisme et les activités touristiques des curistes. Les thermes sont gérés par la municipalité. Il y a un seul établissement qui a ouvert ses portes en 2015 remplaçant les thermes Athéna et Hespérides. C'est la première station thermale en France par sa fréquentation.
Aucune exploitation agricole ayant son siège dans la commune n'est recensée lors du recensement agricole de 2020 (20 en 1988),.

## Thermalisme

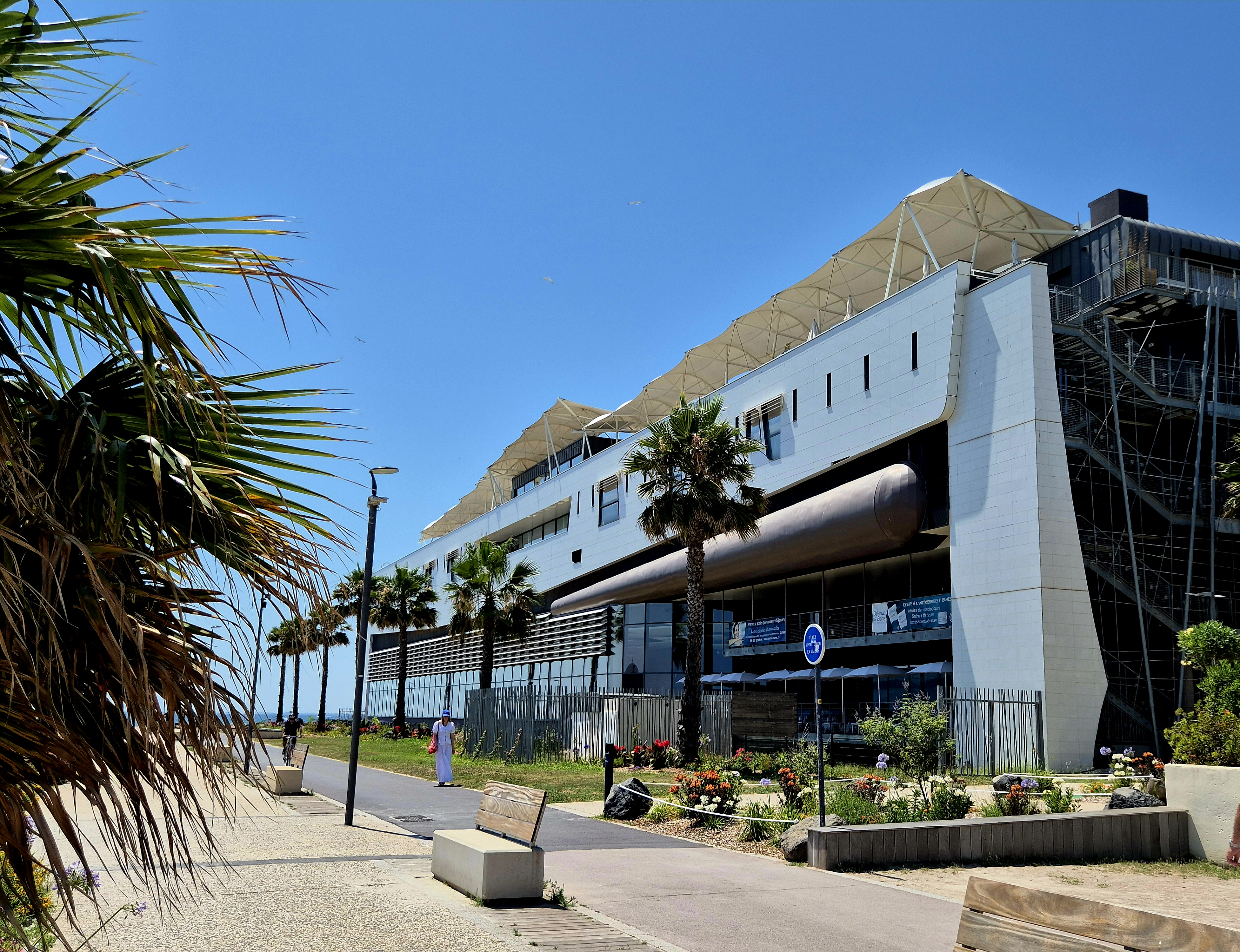
Établissement thermal de Balaruc-les-Bains

Les eaux chaudes (50°C), qui remontent par des failles, contiennent des oligo-éléments. C'est une eau thermale faiblement salée, riche en calcium et en magnésium, dont les propriétés sur les problèmes articulaires (rhumatisme et traumatismes ostéo-articulaires) sont reconnues par la médecine.

## Culture locale et patrimoine

### Lieux et monuments
- Église Notre-Dame-d'Aix de Balaruc-les-Bains

L'église Notre-Dame-des-Eaux (Notre-Dame d'Aix) date du XIIe siècle. Édifice roman, il est édifié en blocs (moyen appareil) de calcaire coquillier ; c'est un appareil de Montpellier.
Implanté au pied du Pech d'Ay, cet édifice a été inscrit à l'Inventaire supplémentaire des Monuments historiques en octobre 1989.
Racheté par la municipalité de Balaruc-les-Bains en 1994, il a subi plusieurs campagnes de restauration.

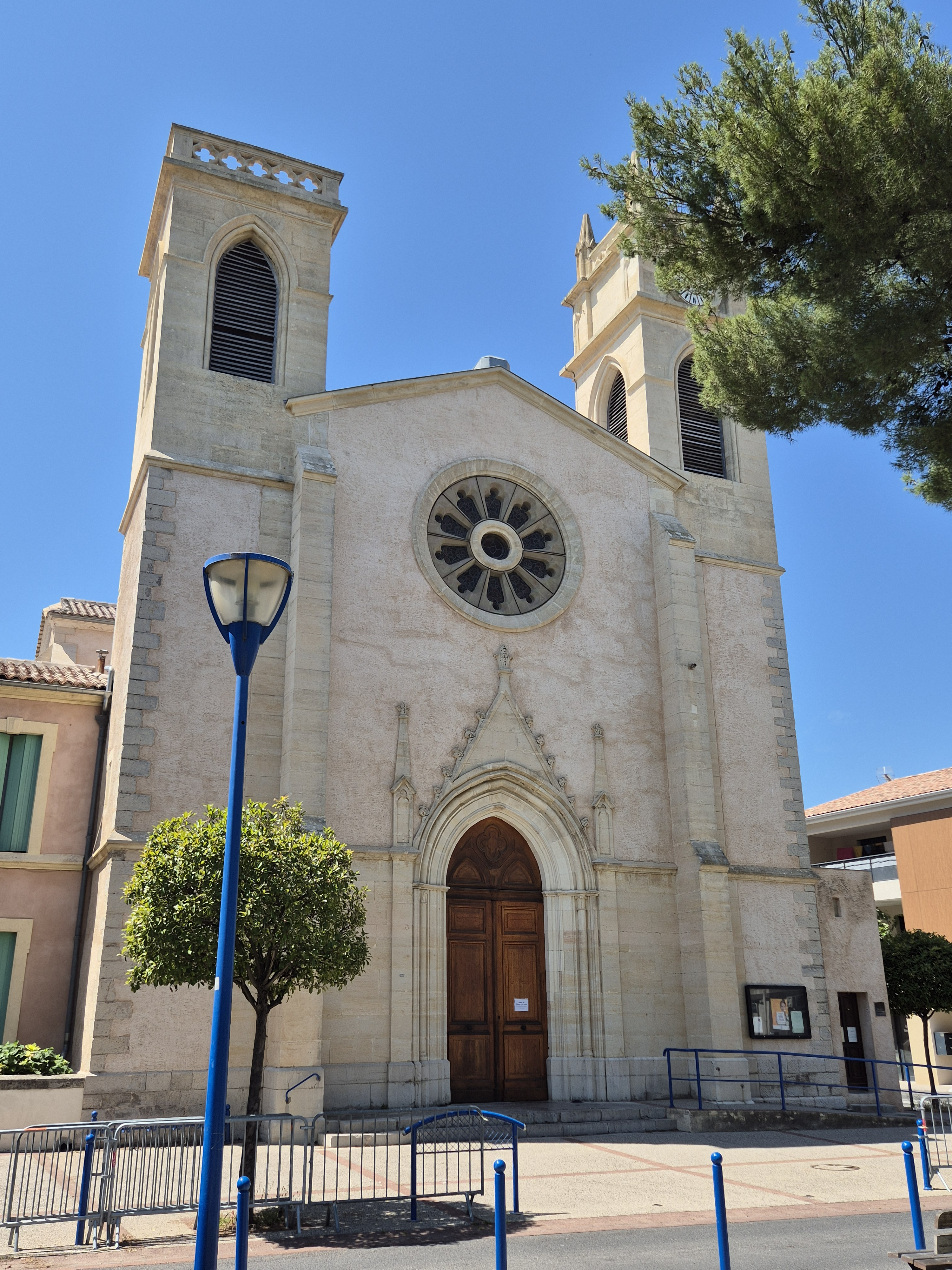
Église Notre-Dame de l'Assomption à Balaruc-les-Bains.

- Église Notre-Dame de l'Assomption à Balaruc-les-Bains.Église Notre-Dame-de-l'Assomption de Balaruc-les-Bains, de style néo-gothique, édifiée entre 1855 et 1858[68].
- Chapelle Sainte-Thérèse des Usines.
- Aqueduc gallo-romain. Il s'étire sur 5 km, depuis les sources d'Issanka et traverse la commune de Balaruc-le-Vieux. La découverte de pièces de l'empereur Claude, le fait remonter au Ier siècle
- Vestige de la basilique gallo-romaine : édifice religieux dédié à Neptune et ses Nymphes. Une inscription découverte en 1665 porte : « ITEM. TRIB. LEGII[] NEPTUNO. ET N[]. GEMELLI PROC[] »

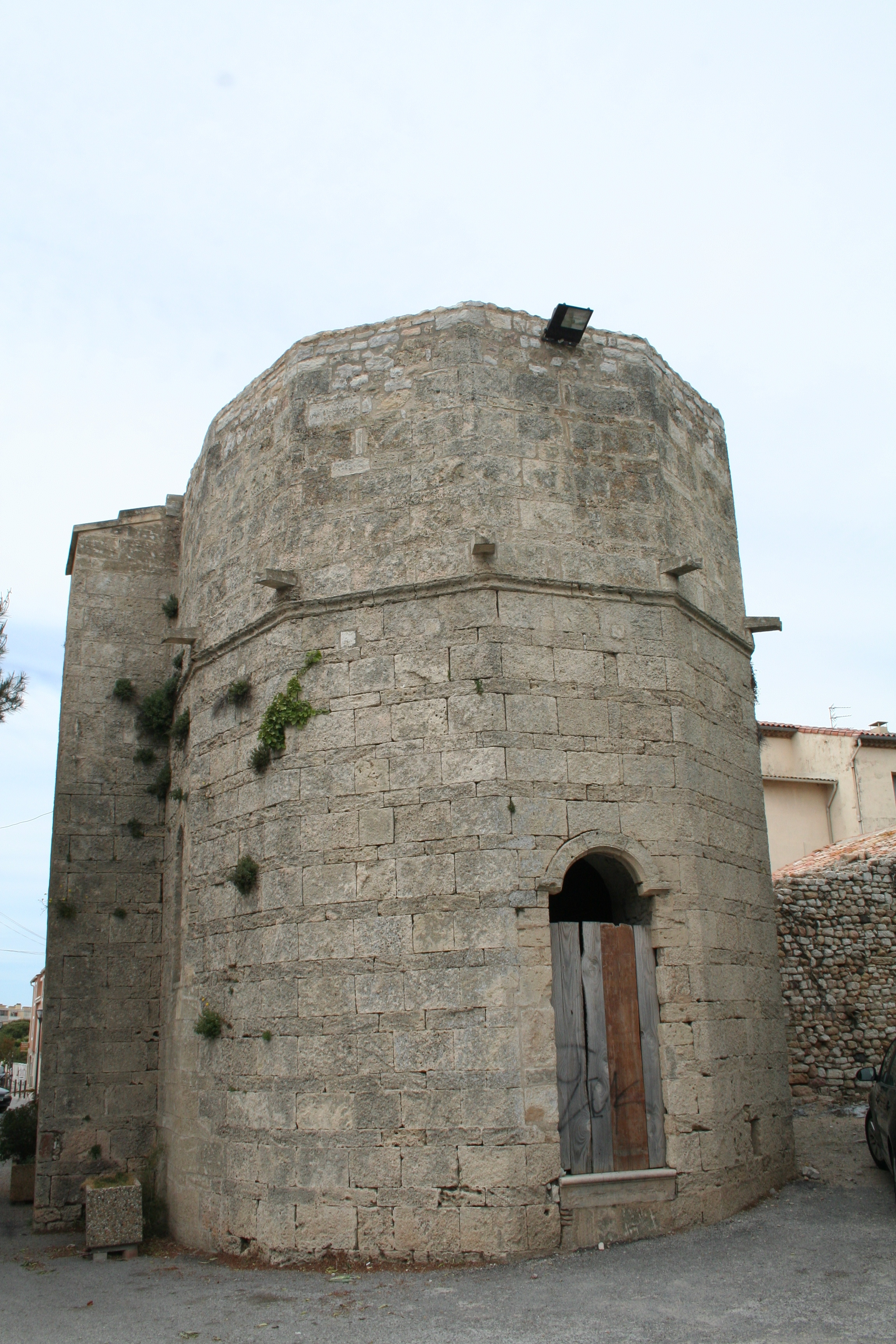
Église Notre-Dame-d'Aix de Balaruc-les-Bains.
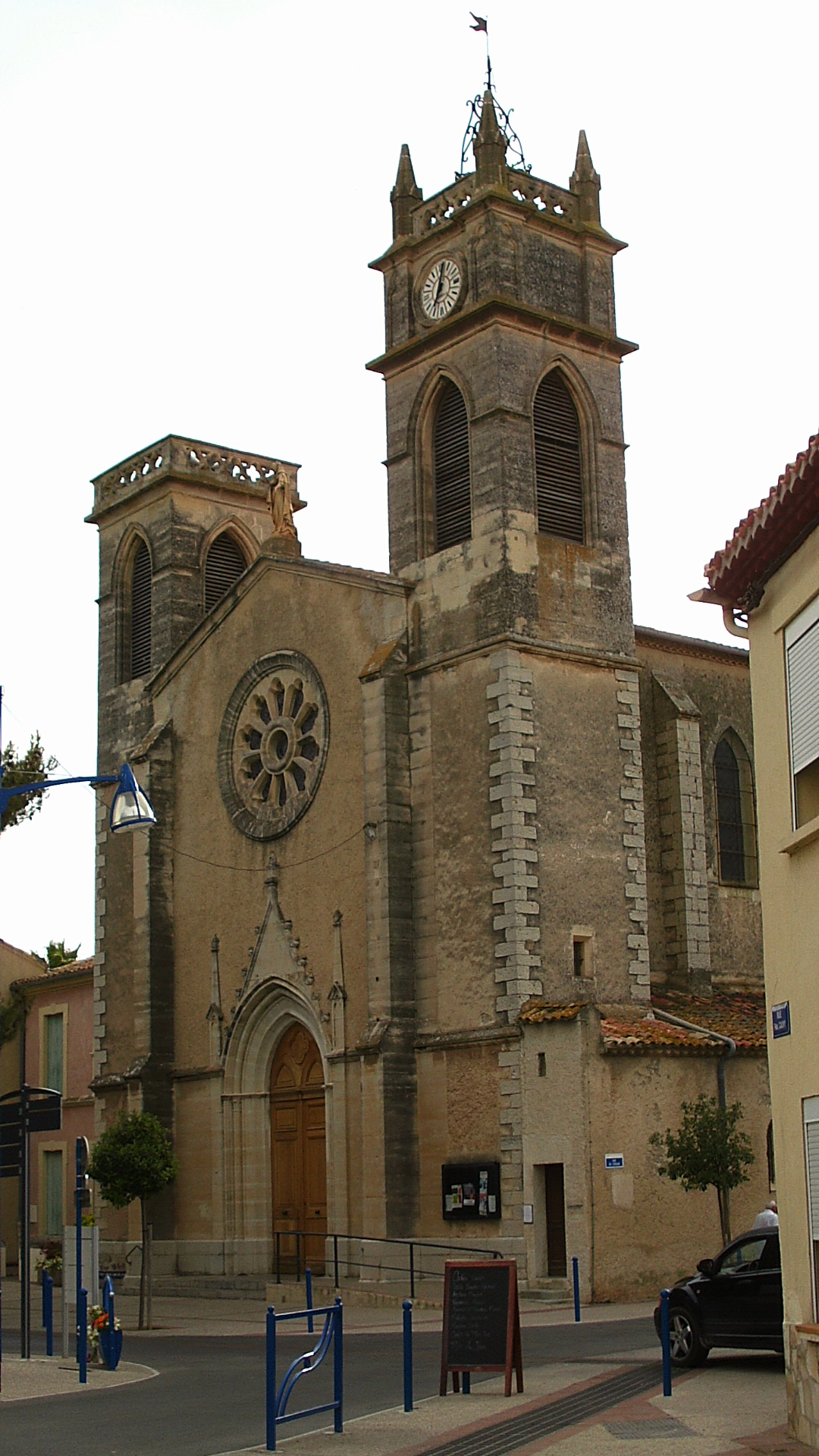
Église Notre-Dame-de-l'Assomption de Balaruc-les-Bains.
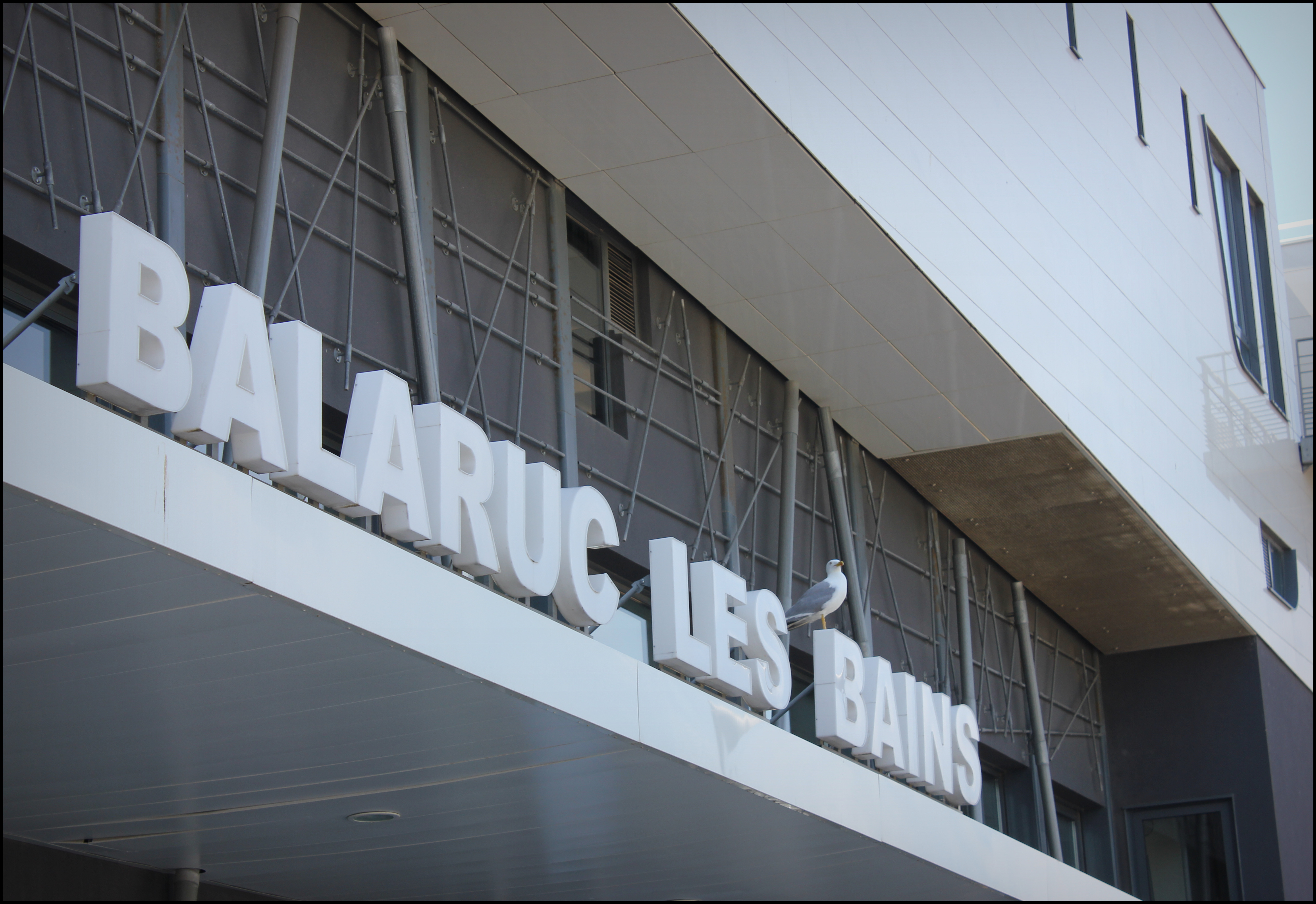
Entrée de l'établissement thermal de Balaruc-les-Bains.
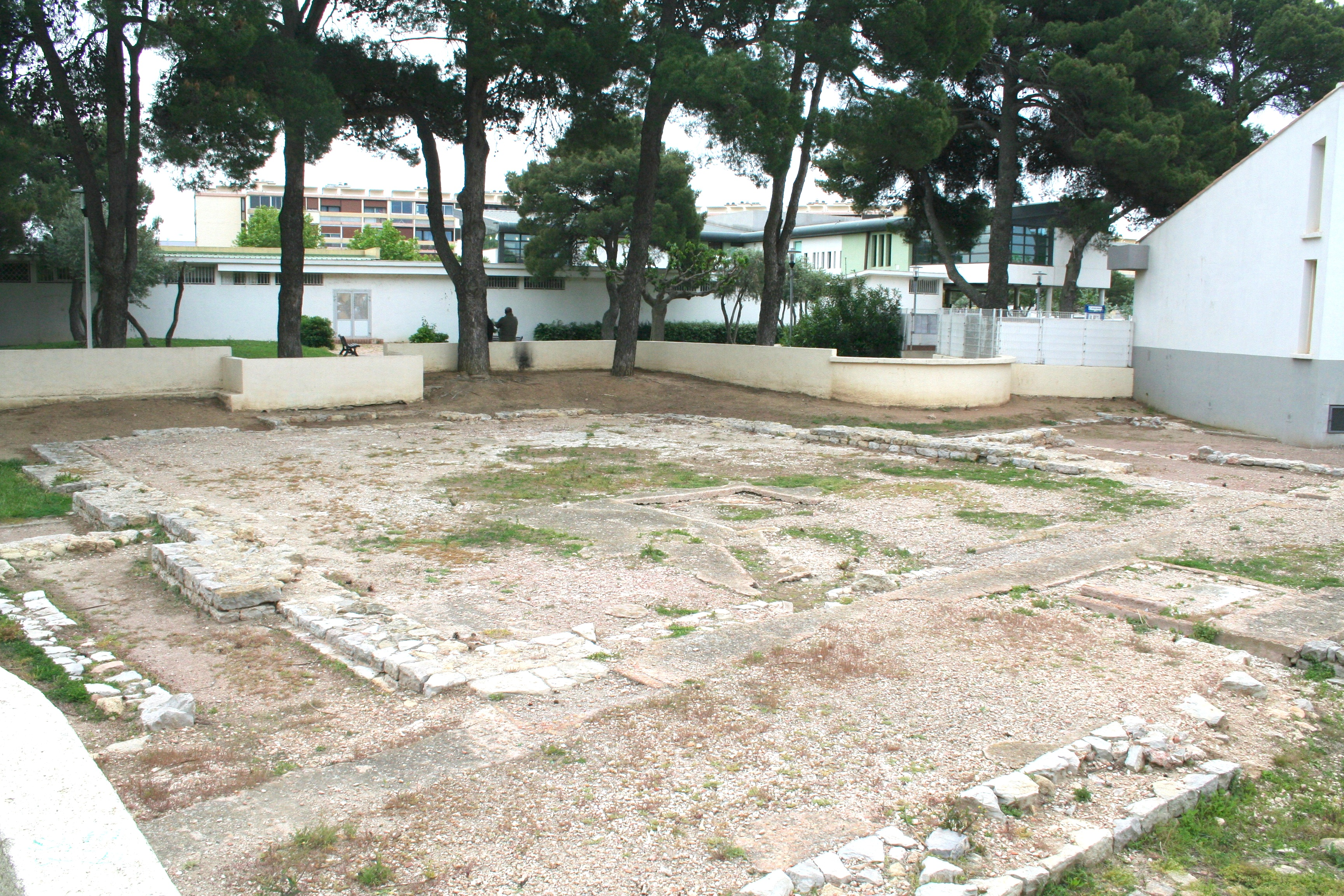
Édifice religieux gallo-romain dédié à Neptune.

- Jardin antique méditerranéen (2012-2017) : labellisé jardin remarquable. Situé sur le pech d'Ay qui domine l'étang de Thau, ce jardin ethnobotanique, s'étendant sur près de 2 ha, présente toute une flore révélée par l'archéobotanique (palynologie, anthracologie, carpologie, etc.) et déclinée selon leurs utilisations par les civilisations antiques. Construit selon les principes architecturaux de l'Antiquité, c'est un jardin de nature admise ou jardin écologique qui offre au visiteur un cheminement chronologique dans l'art des jardins de cette époque. Intégrant des contraintes environnementales et paysagères importantes, ce jardin est un équipement culturel et scientifique de la communauté d'agglomération du Bassin de Thau.

### Spécialités
Il existe une confiserie, spécialité locale : les « bulles de Balaruc », production exclusive de Ruchers de la Hacienda, société basée à Montferrier-sur-Lez.
La chaîne de confiseries La Cure gourmande est née à Balaruc et a sa première « fabrique » dans l'ancienne gare de Balaruc-les-Bains.

### Personnalités liées à la commune (par ordre alphabétique)
- Léon Donnat (né à Balaruc en 1832-1893), économiste, ingénieur, membre du Conseil municipal de Paris.
- Joseph-Michel Montgolfier, l'un des frères Montgolfier est mort le 26 juin 1810 à Balaruc-les-Bains.
- Frédéric Perez champion de France 2007 poids plume de boxe anglaise
- Ernest Vaast, ancien footballeur international français, mort le 10 avril 2011 à Balaruc-les-Bains.
- Sauvaire Nicolas, international de lutte gréco romaine, pensionnaire de l'Insep à Paris, 7 fois champion de France lutte libre et gréco romaine de 2004 à 2008.

### Héraldique
| Armes de Balaruc-les-Bains | Les armes de Balaruc-les-Bains se blasonnent ainsi : tiercé en pairle, au premier d'argent à une mitre de gueules, au deuxième d'azur à une amphore d'or, au troisième de gueules à fontaine jaillissante de six jets d'azur, trois à dextre, trois à senestre, l'un sur l'autre. |